# Rio-Napo-Tamarin
Der Rio-Napo-Tamarin oder Graells-Tamarin (Leontocebus nigricollis graellsi, Syn.: Saguinus  nigricollis graellsi) ist eine Unterart des Schwarzrückentamarins aus der Familie der Krallenaffen (Callitrichidae). 

## Merkmale
Rio-Napo-Tamarine sind wie alle Tamarine relativ kleine Primaten. Sie erreichen eine Kopfrumpflänge von rund 22 Zentimetern, der Schwanz wird deutlich länger als der Körper. Ihr Fell ist an den Schultern und am vorderen Teil des Rückens graugrün gefärbt und wird am hinteren Teil des Rumpfes olivgrün. Der hintere Teil des Schwanzes ist schwarz. Ebenfalls schwarz ist der Kopf, die Ohren sind groß und unbehaart, die Schnauzenregion ist weißlich gefärbt. Wie bei allen Krallenaffen befinden sich an den Fingern und Zehen (mit Ausnahme der Großzehe) Krallen statt Nägel.

## Verbreitung und Lebensraum
Rio-Napo-Tamarine sind entlang des Río Napo im nordöstlichen Ecuador und im nördlichen Peru verbreitet. Die genauen Ausmaße ihres Verbreitungsgebietes sind aber unbekannt, ebenso ob die Art auch in den angrenzenden Regionen Kolumbiens vorkommt. Ihr Lebensraum sind Regenwälder, meist sind sie in Seehöhen von 200 bis 400 Metern anzutreffen.

## Lebensweise
Wie alle Tamarine sind sie tagaktive Baumbewohner, die sich auf allen vieren und springend fortbewegen. Sie leben in Gruppen von zwei bis neun Tieren. Gruppen können mehrere Weibchen beinhalten, aber nur das dominante pflanzt sich fort. Die Nahrung dieser Tiere besteht aus Früchten und anderem Pflanzenmaterial sowie Insekten.

## Gefährdung
Das Verbreitungsgebiet der Rio-Napo-Tamarine zählt zu den am stärksten von den Waldrodungen betroffenen Gebieten im westlichen Amazonasbecken. Die IUCN schätzt, dass die Gesamtpopulation in den nächsten drei Generationen (18 Jahren) um 20 bis 25 % zurückgehen wird und listet die Art als „gering gefährdet“ (near threatened).